# The First Time (Beverly Hills, 90210)
The First Time is de vierde aflevering van het eerste seizoen van het tienerdrama Beverly Hills, 90210, die voor het eerst werd uitgezonden op 18 oktober 1990.

## Verhaal
Brandon krijgt een bezoek van Sheryl, zijn ex-vriendin uit Minnesota. Hier gaat ze helemaal op in het geld en de pracht van de stad en zet haar zinnen op Dylan als ze ontdekt dat hij veel geld heeft.
Dit zorgt voor een spanning tussen Brandon en Dylan. Dylan laat zich namelijk door haar verleiden en Brandon kan dit niet aanzien. Het loopt uit tot een fikse ruzie. Brenda krijgt een oogje op haar wiskundeleraar. Als ze hem vraagt op te passen op zijn twee kinderen, stemt ze dan ook toe. Haar avond loopt anders dan ze had gedacht.

## Rolverdeling
- Jason Priestley - Brandon Walsh
- Shannen Doherty - Brenda Walsh
- Jennie Garth - Kelly Taylor
- Gabrielle Carteris - Andrea Zuckerman
- Luke Perry - Dylan McKay
- Brian Austin Green - David Silver
- Tori Spelling - Donna Martin
- Carol Potter - Cindy Walsh
- James Eckhouse - Jim Walsh
- Paula Irvine - Sheryl
- Tim Dunigan - Matt Brody
- Ross Malinger - Elliott Brody
- Beth Taylor - Nancy Brody
- Sara Rose Johnson - Lisa Brody